# بورهيدريد البيريليوم
بورهيدريد  البيريليوم هو مركب كيميائي له الصيغة Be(BH4)2، ويكون على شكل بلورات بيضاء.

## التحضير
يحضّر بورهيدريد  البيريليوم من تفاعل هيدريد البيريليوم مع ثنائي البوران في وسط من الإيثر.

## الخواص
إن البنية البلّورية لمركّب بورهيدريد  البيريليوم تطون على شكل بوليمر لولبي مؤلف من وحدات بنائيّة من BH4Be و BH4.

## الاستخدامات
يستخدم بورهيدريد  البيريليوم من أجل تحضير هيدريد البيريليوم وذلك من حلال تفاعله مع ثلاثي فينيل الفوسفين، وذلك حسب التفاعل:
{\displaystyle \mathrm {Be(BH_{4})_{2}\ +\ 2\ PPh_{3}\ \longrightarrow \ 2\ Ph_{3}PBH_{3}\ +\ BeH_{2}} }

## احتياطات الأمان
إن البيريليوم ومركباته الكيميائية هي مواد سامّة ومسرطنة، حيث يمكن أن تسبب مرض التسمم بالبيريليوم. لذا ينبغي أخذ الحيطة والحذر عند التعامل مع هذه المركبات.